# Serrat del Maset
El Serrat del Maset és un serrat del terme municipal de Sant Quirze Safaja, de la comarca del Moianès.
Està situada a l'extrem sud-occidental del terme de Sant Quirze Safaja, a prop del límit amb Sant Feliu de Codines, a ponent del Coll de Poses i de la Masia Coll de Poses. Al bell mig del serrat hi ha la masia del Maset. Al nord, es troba el paratge del Cucut i al sud, la Feixa Perduda. A ponent es troben els Camps de l'Escaiola.